# Краснодарська ТЕЦ
Краснодарська ТЕЦ — теплова електростанція на півдні Росії, яка знаходиться у східній частині Краснодару на правобережжі Кубані.
В межах першої черги на майданчику станції ввели в експлуатацію центральну котельню з шістьома паровими котлами. Перші три типу ПК-19 продуктивністю по 130 тонн пари на годину надійшли в 1954—1955 від Подольського машинобудівного заводу, а ще три в 1958—1959 роках постачив Таганрозький котельний завод — один типу ТП-9 продуктивністю 230 тонн пари на годину та два ТП-15 з показниками по 220 тонн пари. Котельня забезпечувала роботу запущених в 1954, 1955, 1957, 1959 та 1961 роках п'яти турбін: ВПТ-25-3 потужністю 25 МВт виробництва Сталінградського машинобудівного заводу, Р-20-90/1,2 з показником 20 МВт від Брянського машинобудівного заводу та Р-22-90/10, ВПТ-50-2 і Т-42-90 потужністю 22 МВт, 50 МВт та 42 МВт відповідно від Ленінградського металічного заводу.
Друга черга складалась із чотирьох блоків, введених в експлуатацію у 1963 (два), 1964 та 1966 роках. Кожен з них мав паровий котел ТГМ-94 виробництва Таганрозького котельного заводу, при цьому перший обладнали турбіною ПВК-150 потужністю 150 МВт, тоді як в інших трьох встановили турбіни Т-113/160-140 з показниками по 113 МВт. Всі турбіни цієї черги виготовив Харківський турбінний завод.
В 1971 та 1975 роках для покриття пікових навантажень на майданчику запустили встановлені на роботу у відкритому циклі газові турбіни Ленінградського металічного заводу типу ГТ-100-750-2 потужністю по 95 МВт. Вони відпрацювали чверть століття та були виведені з експлуатації у 1996-му та 2004-му.
Станом на другу половину 2000-х обладнання першої черги мало високий ступінь зносу та малий залишковий ресурс, при цьому турбіни № 3 та № 5 знаходились в резерві або використовувались лише на 30 % потужності. При цьому середня паливна ефективність ТЕЦ по виробництву електроенергії становила лише 33 %. У цих умовах узялись за проект модернізації станції шляхом спорудження сучасного енергоефективного парогазового блоку потужністю 427 МВт, в якому газова турбіна потужністю 303 МВт живить через котел-утилізатор парову теплофікаційну турбіну з показником 140 МВт. Цей блок став до ладу в 2010 році, що дозволило вивести з експлуатації першу чергу.
Первісно перша черга ТЕЦ використовувала вугілля, проте починаючи з 1961-го електростанцію перевели на газ, який міг надходити по ланцюжку трубопроводів Майкоп — Гіагінська — Дінська — Краснодар. У 2008 році, тобто ще до запуску парогазового блоку, споживання газу становило 1,6 млрд м3 на рік.
Для видалення продуктів згоряння перших двох черг звели три димарі заввишки від 80 до 100 метрів. Для парогазового блоку спорудили димар заввишки 60 метрів.
Вода для технологічних потреб надходить з річки Кубань.
Окрім виробництва електроенергії станція також може постачати теплову енергію, зокрема, парогазовий блок має продуктивність у 220 Гкал/год.
Видача продукції відбувається по ЛЕП, розрахованим на роботу під напругою 220 кВ, 110 кВ та 35 кВ.